# Tesouro

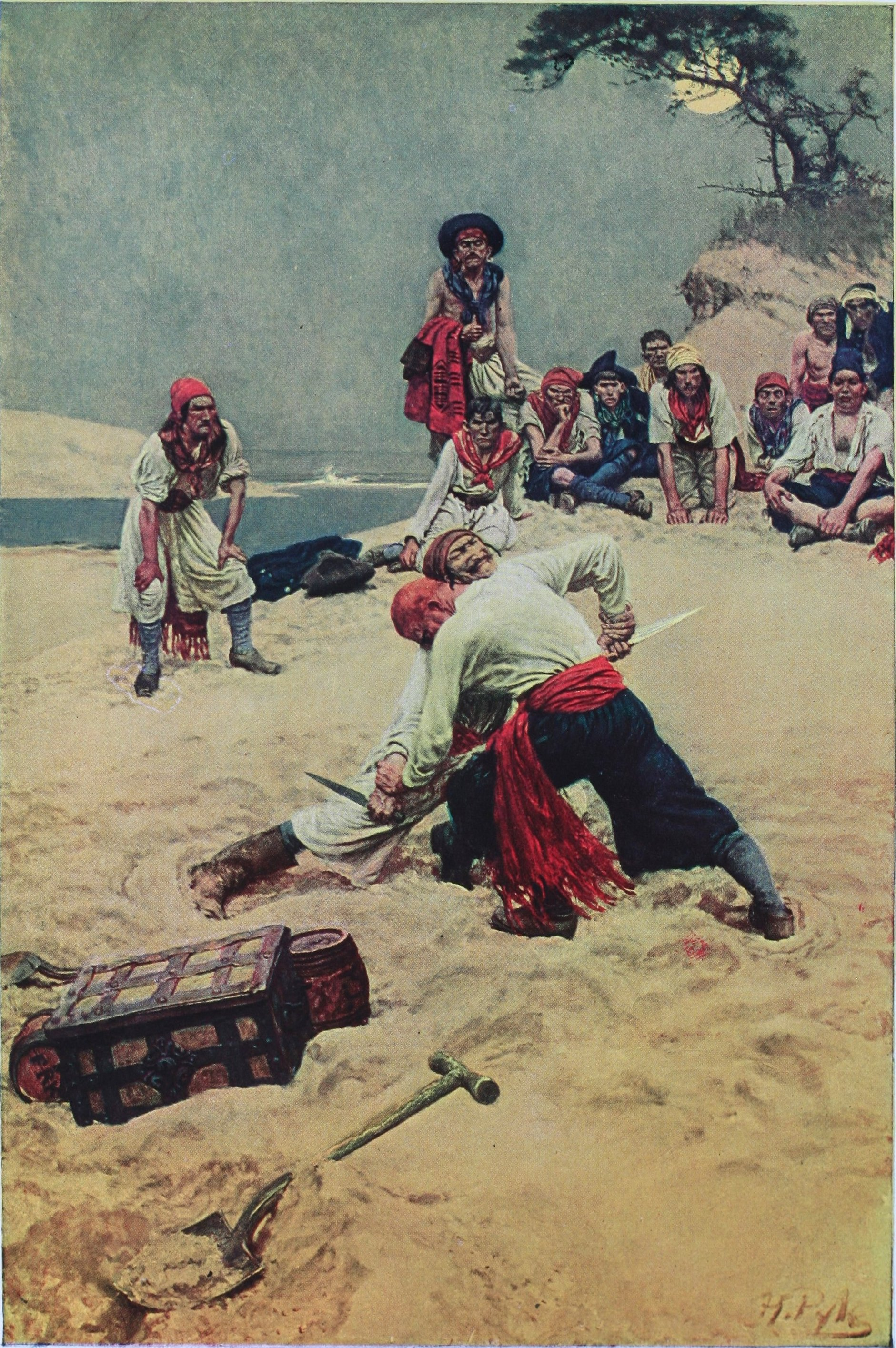
Piratas localizando tesouros.

Tesouro (sob o ponto de vista jurídico) é uma coleção antiga de itens preciosos (por exemplo: dinheiro, joias, pedras e metais nobres), oculto e de cujo dono não haja memória. Em outras palavras, tesouro é a coisa valiosa perdida há tanto tempo que já não se sabe quem é o dono.
Quem encontra o tesouro chama-se "inventor" ou descobridor. Segundo o direito brasileiro aquele que encontra o tesouro tem o direito de ficar com a metade dele, cabendo a outra metade ao proprietário do prédio onde as coisas preciosas foram decobertas. A palavra prédio, usada pela lei, não significa apenas edificações, construções. Aqui ela é tomada no sentido romano e abrange qualquer imóvel, inclusive os simples terrenos sem benfeitorias.
Em três hipóteses o tesouro não será dividido: quando o descobridor for o próprio proprietário; quando o inventor for contratado pelo proprietário para fazer pesquisas para achá-lo (nesse caso, receberá apenas uma quantia, se foi previamente convencionada, pela prestação dos serviços); e quando o descobridor não tinha autorização do proprietário para realizar buscas. Nesse caso, ao descobridor não caberá sequer o pagamento do trabalho que teve na procura, dado que agiu sem consentimento ou talvez até de má fé.

## Casos notórios
Em 1985 um motorista de trator, cavando um poço em seu jardim na aldeia búlgara de Rogozen, descobriu 165 receptáculos, incluindo 108 phiales, 55 jarras e 3 taças. O tesouro foi denominado Tesouro de Rogozen.
Também em 1985, foi localizado o tesouro de Środa durante trabalhos de renovação em Środa Śląska, Polônia.
Em 1988 o milionário Forest Fenn teve a ideia de esconder um tesouro com dois milhões de dólares nas Montanhas Rochosas, o Tesouro de Fenn.
Em 2007, o Museu Britânico revelou a descoberta do maior lote de tesouros do tempo dos viquingues no país desde o século XIX.
Em 2010, um pedreiro de Campo Grande, no Mato Grosso do Sul, encontrou uma coleção com 8.352 moedas históricas no quintal de casa. São exemplares da época do réis, passando pelo cruzeiro, cruzado até cruzado novo. Ele encontrou as moedas quando capinava o mato no quintal, nos fundos de casa.
Em 2011, um operador de empilhadeira encontrou oito mil moedas e cédulas brasileiras datadas de 1600 e 1700 dentro de um balde em meio a entulhos, e uma moeda do Japão da mesma época.
Em 2011, um austríaco encontrou um tesouro enterrado com centenas de objetos preciosos e joias, no bairro Neustadt, sul de Viena. 
Em julho de 2011, um tesouro de joias em ouro e prata, com um valor de milhares de milhões de dólares, foi descoberto em um templo na Índia.
Em 2012, o pesquisador Greg Brooks, da empresa Sub Sea Research, afirmou ter encontrado navio da Segunda Guerra Mundial com carga de US$ 3 bilhões em platina.
Em 2013, a empresa norte-americana Odyssey Marine Exploration resgatou de um navio cargueiro britânico naufragado um carregamento de prata avaliado em 75 milhões de dólares.